# Râul Săuzeni
Râul Săuzeni este un curs de apă, afluent al râului Voinești. 
Pe valea râului Săuzeni sunt executate două iazuri piscicole:  Dumești I cu o suprafață de 11 ha și Păușești cu o suprafață de 17 ha.